# Stuart Bingham
Stuart Bingham (* 21. Mai 1976 in Basildon) ist ein englischer Snookerspieler. Seit Mitte der 1990er Jahre ist er Profi. 2015 gewann er den Weltmeistertitel.

## Karriere
Seine ersten großen Erfolge feierte Bingham 1996 mit dem Gewinn der IBSF-Amateurweltmeisterschaft und der englischen Amateurmeisterschaft. Auf der Main Tour konnte er sich zunächst nicht halten – bei der WPBSA Qualifying School 1997 verlor er im ersten Event das entscheidende Spiel und danach auch seine Spielberechtigung. Kurz danach kehrte er aber wieder zurück und festigte mit einer Viertelfinalteilnahme bei den Welsh Open 1999 seine Position. Beim dritten Event der UK Tour 1999 spielte er dann sein erstes Maximum Break. Bei der Snookerweltmeisterschaft im Jahr 2000 besiegte er in der ersten Runde Stephen Hendry und zog ins Achtelfinale ein.
Solide Leistungen zeigte er auch in der Saison 2005/06. Er erreichte beim Grand Prix und bei der UK Championship jeweils das Viertelfinale. Zudem qualifizierte er sich für das Masters, bei dem ihm in der Qualifikationsrunde ein weiteres Maximum Break gelang. Er ist der achte Spieler, der bei einem Profiturnier ein zweites Break von 147 Punkten erzielt hat.
In der Saison 2006/07 lief es weniger gut, er verpasste erneut die Qualifikation für die Weltmeisterschaft. 2007/2008 dagegen nahm er an allen sieben Ranglistenturnieren teil und verlor nur einmal sein Auftaktspiel. Bei der Snooker-WM 2008 kam er ins Achtelfinale.
Bei den Australian Goldfields Open 2011 erreichte er nach 16 Profijahren erstmals das Halbfinale eines Ranglistenturniers. Dort setzte er sich gegen Shaun Murphy durch und traf im Finale auf Mark Williams, die Nummer eins der Weltrangliste. Bingham konnte einen 5:8-Rückstand mit vier Framegewinnen in Folge noch in einen 9:8-Sieg drehen und seinen ersten großen Turniersieg feiern.

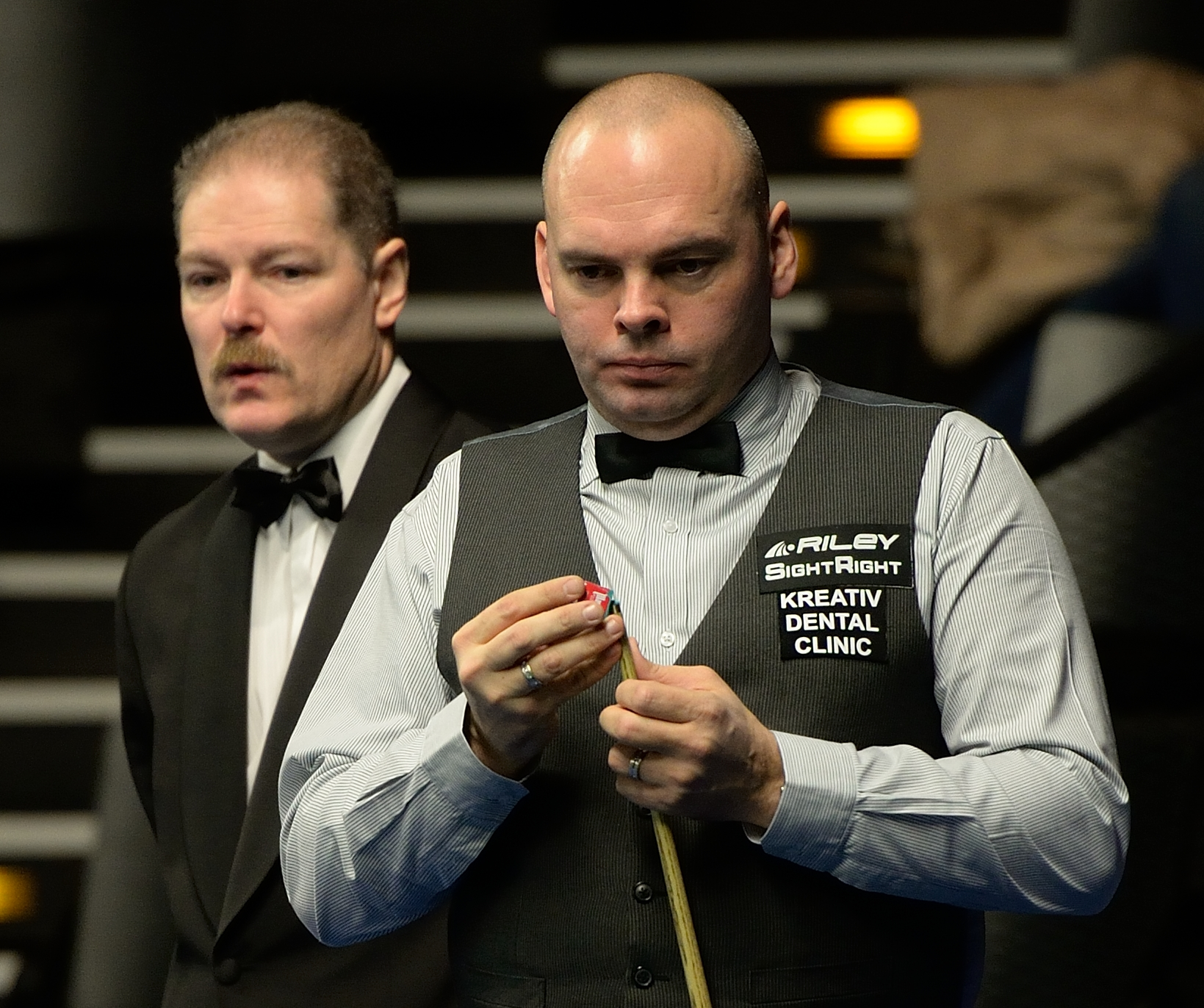
Stuart Bingham beim German Masters 2015

Im Finale des Wuxi Classic 2012 gelang Bingham im Match gegen Ricky Walden das dritte Maximum Break seiner Karriere, dennoch verlor er die Partie mit 4:10. In Abwesenheit einiger Profis gewann er 2012 zwei der drei asiatischen PTC-Turniere, damit stand er erstmals in den Top 10 der Weltrangliste.
Im Februar 2013 führte er im Finale der Welsh Open gegen Stephen Maguire mit 7:5 und er hatte sogar eine aussichtsreiche Stellung auf das 8:5, verlor die Partie aber noch mit 8:9.
Im März 2014 gewann er bei den Dongguan Open seinen dritten Titel auf der PTC-Serie. Im Finale besiegte er Liang Wenbo mit 4:1.
In die Snooker-Saison 2014/15 startete Bingham als 12. der Weltrangliste. Sein erster nennenswerter Erfolg war der Einzug ins Viertelfinale der Australian Goldfields Open. Beim Shanghai Masters erreichte er zum vierten Mal das Finale eines vollwertigen Ranglistenturniers, nachdem er den Titelverteidiger Ding Junhui besiegt hatte. Der 10:3-Endspielsieg gegen Mark Allen bedeutete seinen zweiten Ranglistenturniersieg auf der Main Tour.
Ende Oktober 2014 gewann er die Haining Open durch einen 4:0-Finalerfolg über seinen Landsmann Oliver Lines, es war sein insgesamt vierter Titel bei einem PTC-Turnier.
Am 4. Mai 2015 gewann er das Finale der Snookerweltmeisterschaft 2015 gegen den Weltmeister von 2005, Shaun Murphy, mit 18:15. Damit wurde er, 17 Tage vor seinem 39. Geburtstag, zum drittältesten Weltmeister der Crucible-Ära nach Ray Reardon und John Spencer. Mit einem Break von 145 im Viertelfinale gegen Ronnie O’Sullivan gewann er auch den Preis für das höchste Break des Turniers, den er sich allerdings mit Neil Robertson teilen musste. Nach der Weltmeisterschaft erreichte er in der Snookerweltrangliste als Zweiter seine bis dahin höchste Position.
Durch die gesamte Saison 2015/16 hindurch konnte er sich auf Position zwei der Weltrangliste halten. Beim World Grand Prix 2016 kam es im Finale zur Wiederauflage des WM-Finales, Bingham verlor diesmal mit 9:10 gegen Shaun Murphy. Weitere Finalteilnahmen gelangen Stuart Bingham in dieser Saison nicht. Er erreichte aber beim Shanghai Masters 2015, den Gdynia Open 2015 und dem Masters 2016 noch das Halbfinale. Bei der Snookerweltmeisterschaft 2016 bestätigte sich der Fluch des Crucibles, Stuart Bingham konnte seinen Weltmeistertitel nicht verteidigen und unterlag in der ersten Runde Ali Carter mit 9:10. Nach der WM wurde er, zusammen mit seinem Landsmann Rex Williams und dem Thailänder Sindhu Pulsirivong, für seine Karriereleistung in die Snooker Hall of Fame aufgenommen.
Auf seinen ersten Ranglistenturniersieg nach dem Gewinn der Snookerweltmeisterschaft 2015 musste Bingham fast zwei Jahre warten. Bei den Welsh Open 2017 bezwang er im Februar 2017 Judd Trump in einem Decider mit 9:8 Frames.

### Sperre
Im Herbst 2017 wurde er aufgrund unerlaubter Wetten auf eigene Spiele für sechs Monate, davon drei auf Bewährung, von der WPBSA für die Teilnahme an Wettbewerben gesperrt. Die Sperre begann am 27. Oktober 2017 und endete am 26. Januar 2018. Die WPBSA unterstrich bei ihrem Urteil, dass Bingham keine Spielmanipulation begangen hat, da er ausschließlich auf eigene Spiele und seinen Sieg gewettet habe. Dennoch zeigte sich der Verband enttäuscht über das unsportliche und regelwidrige Verhalten des Ex-Weltmeisters.

### Nach der Sperre
Kurz nach Ablauf der Sperre konnte Bingham bei der Qualifikation für die China Open einen 6:2-Sieg über Jimmy White erspielen. Beim World Grand Prix 2018 konnte Bingham einen 4:2-Sieg über Mark Williams einfahren, verlor dann aber in der zweiten Runde gegen Anthony McGill. Seinen Titel bei den Welsh Open konnte er 2018 nach einem 1:4 gegen Matthew Stevens in der dritten Runde nicht verteidigen. Bei den Gibraltar Open 2018 kam Bingham bis ins Viertelfinale, wo er sich Cao Yupeng mit 0:4 geschlagen geben musste. Durch seine Ranglistenposition konnte Bingham bei den Romanian Masters 2018 spielen, wo er im Finale gegen Ryan Day mit 8:10 verlor. Bei den China Open 2018 konnte Bingham Matthew Stevens und Ricky Walden mit 6:5 besiegen, ehe er Graeme Dott mit 6:2 nach Hause schickte. Im Viertelfinale verlor er durch einen Whitewash gegen Neil Robertson. In der ersten Runde der Snookerweltmeisterschaft 2018 verlor Bingham überraschend mit 7:10 gegen Jack Lisowski. Die English Open 2018 beendete er als Sieger und holte sich somit seinen fünften Titel in einem Ranglistenturnier. Im Halbfinale der UK Championship 2018 unterlag er Mark Allen. Bei den China Open gelang Bingham in der Runde der letzten 32 das 5. Maximum Break seiner Karriere.

## Erfolge

### Ranglistenturniere
- Australian Goldfields Open – 2011
- Shanghai Masters – 2014
- Snookerweltmeisterschaft – 2015
- Welsh Open – 2017
- English Open – 2018
- Gibraltar Open – 2019

### Minor-Ranking-Turniere
- Asian Players Tour Championship - Event 1 – 2012
- Asian Players Tour Championship - Event 3 – 2012
- Dongguan Open 2014
- Haining Open 2014

### Einladungsturniere
- Masters Qualifying Event – 2005, 2006
- Premier League Snooker – 2012
- Masters – 2020

### Sonstige
- IBSF-Snookerweltmeisterschaft – 1996
- English Amateur Championship – 1996
- UK Tour 1998/99 – Event 3
- WSA Open Tour 2001/02 – Event 6